# Filippo Tagliani
Filippo Tagliani (Gavardo, 14 augustus 1995) is een Italiaans wielrenner.

## Carrière
In 2016 werd Tagliani zevende in het nationale kampioenschap op de weg voor beloften. Drie dagen later stond hij aan de start van de Ronde van Hongarije, waar hij in de proloog de elfde tijd reed. In de laatste etappe finishte hij als vijfde, waardoor hij naar de veertiende plaats in het algemeen klassement steeg. In het jongerenklassement werd hij tweede, met een achterstand van veertien seconden op Žiga Ručigaj.
In 2017 behaalde Tagliani zijn eerste UCI-zege door de proloog van de Grote Prijs van Gemenc, die dat jaar voor het eerste op de UCI-kalender stond, het snelst af te leggen. De thuisrijder János Pelikán had drie seconden meer nodig en werd tweede. Tagliani won vervolgens ook de eerste etappe en het eindklassement.

## Overwinningen
2017
Proloog Grote Prijs van Gemenc
1e etappe Grote Prijs van Gemenc
Eindklassement Grote Prijs van Gemenc
2018
 Wegwedstrijd op de Middellandse Zeespelen

## Resultaten in voornaamste wedstrijden
| Jaar | Ronde van Italië | Ronde van Frankrijk | Ronde van Spanje |
| ---- | ---------------- | ------------------- | ---------------- |
| 2021 | 123e             |                     |                  |
| 2022 | 143e             |                     |                  |

| Jaar | Milaan-San Remo | Ronde van Lombardije | Strade Bianche |
| ---- | --------------- | -------------------- | -------------- |
| 2021 | 166e            | opgave               | buit.tijd      |
| 2022 | 152e            |                      |                |

## Ploegen
- 2020 –  Zalf Euromobil Désirée Fior
- 2021 –  Androni Giocattoli-Sidermec
- 2022 –  Drone Hopper-Androni Giocattoli
- 2023 –  GW Shimano-Sidermec
- 2024 –  Albiono Pro Cycling (tot 28 maart)
- 2024 –  Vini Monzon-Savini Due-OMZ (vanaf 29 maart)

Alba · Bais · Benedetti · Bisolti · Cepeda (tot 31/7) · Chirico · Grosu · Holther · Marchiori · Marengo · Merchan · Muñoz · Piccolo (vanaf 24/6 tot 31/7) · Ponomar · Ravanelli · Restrepo · Rojas · Sepúlveda · Tagliani · Tesfatsion · Umba · Vigo · Zardini · Zurita